# Kościół Wniebowzięcia Najświętszej Maryi Panny w Sulmierzycach
Kościół Wniebowzięcia Najświętszej Maryi Panny w Sulmierzycach – rzymskokatolicki kościół parafialny w mieście Sulmierzyce. Mieści się przy ulicy Nowej. Należy do dekanatu Zduny.
Świątynia trzynawowa, wybudowana w 1809 roku w stylu klasycystycznym, po pożarze w 1878 odbudowana w 1879 roku, z dodaniem elementów neobarokowych, konsekrowana w 1895 roku przez arcybiskupa Floriana Stablewskiego. 40-metrowa wieża jest ozdobiona cebulastą kopułą i mieści się nad głównym wejściem. Nawa główna jest oddzielona od naw bocznych ośmioma filarami. Nad prezbiterium umieszczona jest mała wieżyczka pokryta cynkiem, w której znajduje się dzwon - sygnaturka.
Wyposażenie wnętrza pochodzi z siedemnastego i osiemnastego stulecia (m.in. wczesnobarokowy krucyfiks), w ołtarzu głównym znajduje się kopia obrazu Matki Bożej Boreckiej z 1634 roku. Ufundowała go Zofia Marcinkowicz - matka ówczesnego proboszcza sulmierzyckiego - Wojciecha Marcinkowicza. W kruchcie mieszczą się epitafia upamiętniające czterech proboszczów.
Wymiary kościoła: długość - 44,56 metrów, szerokość - 20,83 metrów, wysokość - 12 metrów.